# Beire (Navarre)
Pour les articles homonymes, voir Beire.
Beire est une ville et une municipalité de la communauté forale de Navarre (Espagne), dans la mérindade d'Olite.
Elle est située dans la zone non bascophone de la province. Le castillan est la seule langue officielle alors que le basque n’a pas de statut officiel. Le secrétaire de mairie est aussi celui de Pitillas.

## Démographie
| Évolution démographique                               | Évolution démographique | Évolution démographique | Évolution démographique | Évolution démographique | Évolution démographique | Évolution démographique | Évolution démographique | Évolution démographique | Évolution démographique | Évolution démographique |
| 1996                                                  | 1998                    | 1999                    | 2000                    | 2001                    | 2002                    | 2003                    | 2004                    | 2005                    | 2006                    | 2007                    |
| ----------------------------------------------------- | ----------------------- | ----------------------- | ----------------------- | ----------------------- | ----------------------- | ----------------------- | ----------------------- | ----------------------- | ----------------------- | ----------------------- |
| 349                                                   | 342                     | 320                     | 307                     | 307                     | 305                     | 299                     | 310                     | 312                     | 306                     | 305                     |
| Sources: Beire et instituto de estadística de navarra |                         |                         |                         |                         |                         |                         |                         |                         |                         |                         |

### Sources
- (es) Cet article est partiellement ou en totalité issu de l’article de Wikipédia en espagnol intitulé « Beire » (voir la liste des auteurs).